# Antonio Aggio
Antonio Aggio (Boara Pisani, 12 ottobre 1846 – Boara Pisani, 19 maggio 1903) è stato un politico italiano, eletto nella XVIII, XX e XXI legislatura del Regno d'Italia.

## Biografia
Figlio di Giovanni e Teresa Varagnolo, possidenti terrieri, crebbe in una famiglia della borghesia veneta. Contrario alla dominazione dell'Impero austriaco, organizzò manifestazioni di protesta nel suo paese, venendo segnalato alla polizia e ricercato. Ispirato dalla figura di Giuseppe Garibaldi, cercò di raggiungere il generale, ma, non riuscendovi, si rifugiò nelle campagne della zona, dove rimase fino alla caduta della dominazione straniera.
Si iscrisse all'Università degli Studi di Padova, laureandosi in giurisprudenza nel 1870. Fortemente presente nella vita politica del suo paese natale, ricoprì per più mandati l'incarico di sindaco, fino all'elezione alla Camera dei deputati.